# اولیور لامپه
اولیور لامپه (آلمانی: Oliver Lampe؛ زادهٔ ۹ آوریل ۱۹۷۴) شناگر اهل آلمان بود.
وی در مسابقات کشوری و بین‌المللی در مجموع برندهٔ ۱ مدال طلا، ۱ مدال نقره، ۳ مدال برنز شده‌است.